# Воскшениці-Малі
Воскшениці-Малі (пол. Woskrzenice Małe) — село в Польщі, у гміні Біла Підляська Більського повіту Люблінського воєводства. Населення — 308 осіб (2011).

## Історія
За даними етнографічної експедиції 1869—1870 років під керівництвом Павла Чубинського, у селі переважно проживали греко-католики, які розмовляли українською мовою.
У 1975—1998 роках село належало до Білопідляського воєводства.

## Демографія
Демографічна структура станом на 31 березня 2011 року:
|          | Загалом | Допрацездатний вік | Працездатний вік | Постпрацездатний вік |
| -------- | ------- | ------------------ | ---------------- | -------------------- |
| Чоловіки | 148     | 27                 | 97               | 24                   |
| Жінки    | 160     | 28                 | 83               | 49                   |
| Разом    | 308     | 55                 | 180              | 73                   |